# Lijst van nummer 1-hits in de Radio 2 Top 30 in 1998
Deze hits stonden in 1998 op nummer 1 in de Vlaamse Radio 2 Top 30.
| Nummer | Datum        | Artiest                | Titel                                  |
| ------ | ------------ | ---------------------- | -------------------------------------- |
| 483    | 3 januari    | Aqua                   | Barbie girl                            |
|        | 10 januari   | Aqua                   | Barbie girl                            |
| 484    | 17 januari   | Natalie Imbruglia      | Torn                                   |
|        | 24 januari   | Natalie Imbruglia      | Torn                                   |
|        | 31 januari   | Natalie Imbruglia      | Torn                                   |
|        | 7 februari   | Natalie Imbruglia      | Torn                                   |
|        | 14 februari  | Natalie Imbruglia      | Torn                                   |
|        | 21 februari  | Natalie Imbruglia      | Torn                                   |
|        | 28 februari  | Natalie Imbruglia      | Torn                                   |
| 485    | 7 maart      | Céline Dion            | My heart will go on                    |
|        | 14 maart     | Céline Dion            | My heart will go on                    |
| 486    | 21 maart     | DJ Visage              | Formula                                |
|        | 28 maart     | DJ Visage              | Formula                                |
|        | 4 april      | DJ Visage              | Formula                                |
|        | 11 april     | DJ Visage              | Formula                                |
| 485    | 18 april     | Céline Dion            | My heart will go on                    |
|        | 25 april     | Céline Dion            | My heart will go on                    |
|        | 2 mei        | Céline Dion            | My heart will go on                    |
|        | 9 mei        | Céline Dion            | My heart will go on                    |
|        | 16 mei       | Céline Dion            | My heart will go on                    |
| 487    | 23 mei       | Steps                  | Last thing on my mind                  |
|        | 30 mei       | Steps                  | Last thing on my mind                  |
|        | 6 juni       | Steps                  | Last thing on my mind                  |
|        | 13 juni      | Steps                  | Last thing on my mind                  |
|        | 20 juni      | Steps                  | Last thing on my mind                  |
|        | 27 juni      | Steps                  | Last thing on my mind                  |
|        | 4 juli       | Steps                  | Last thing on my mind                  |
|        | 11 juli      | Steps                  | Last thing on my mind                  |
|        | 18 juli      | Steps                  | Last thing on my mind                  |
|        | 25 juli      | Steps                  | Last thing on my mind                  |
| 488    | 1 augustus   | Pras Michel, ODB & Mýa | Ghetto supastar (that is what you are) |
|        | 8 augustus   | Pras Michel, ODB & Mýa | Ghetto supastar (that is what you are) |
|        | 15 augustus  | Pras Michel, ODB & Mýa | Ghetto supastar (that is what you are) |
|        | 22 augustus  | Pras Michel, ODB & Mýa | Ghetto supastar (that is what you are) |
|        | 29 augustus  | Pras Michel, ODB & Mýa | Ghetto supastar (that is what you are) |
| 489    | 5 september  | Steps                  | One for sorrow                         |
| 490    | 12 september | Vengaboys              | We like to party! (The Vengabus)       |
|        | 19 september | Vengaboys              | We like to party! (The Vengabus)       |
|        | 26 september | Vengaboys              | We like to party! (The Vengabus)       |
|        | 3 oktober    | Vengaboys              | We like to party! (The Vengabus)       |
|        | 10 oktober   | Vengaboys              | We like to party! (The Vengabus)       |
|        | 17 oktober   | Vengaboys              | We like to party! (The Vengabus)       |
|        | 24 oktober   | Vengaboys              | We like to party! (The Vengabus)       |
| 491    | 31 oktober   | Scooter                | How much is the fish?                  |
|        | 7 november   | Scooter                | How much is the fish?                  |
|        | 14 november  | Scooter                | How much is the fish?                  |
| 492    | 21 november  | Vengaboys              | Boom, boom, boom, boom!!               |
|        | 28 november  | Vengaboys              | Boom, boom, boom, boom!!               |
|        | 5 december   | Vengaboys              | Boom, boom, boom, boom!!               |
| 493    | 12 december  | Cher                   | Believe                                |
| 494    | 19 december  | Emilia                 | Big big world                          |
|        | 26 december  | Emilia                 | Big big world                          |